# 둥다청샨학원역
둥다청샨학원역은 2015년에 개통한 중국의 철도역이다.

## 역 주변
- 둥난대학 성현학원